# Subtexto
El subtexto o matiz es el contenido de una obra que no se anuncia de manera expresa por los personajes (o por el autor), pero está "implícito" o se convierte en algo comprensible para el observador a través del desarrollo de la misma. El subtexto son los pensamientos y motivaciones de los personajes que sólo se muestran en parte. 
El subtexto es el contenido por debajo del diálogo hablado. Debajo de lo que se dice, puede haber conflicto, ira, competencia, orgullo, soberbia u otras ideas y emociones implícitas. Son los pensamientos no expresados y las motivaciones de los personajes, lo que realmente piensan y creen. 
También se suele utilizar para tratar temas controvertidos desde la ficción, a menudo mediante el uso de la metáfora. Especialmente a la luz de su carácter intrínsecamente ambiguo y autorreferencial, muchos autores también han utilizado explícitamente subtextos (o subtextos sobre subtextos) en el humor.
El subtexto es además un método muy utilizado para insertar sutiles comentarios sociales o políticos dentro de la ficción. A menudo se insertan en las narraciones donde los temas explícitos no pueden ser mostrados o expresados debido a la censura, o por el interés en apelar a un público más general. Con frecuencia, estos subtextos pueden tratar (pero no únicamente) sobre temas de naturaleza sexual o posibles referencias a la orientación sexual. Por su inclusión son fácilmente pasados desapercibidamente por los espectadores más jóvenes, pero son entendido por espectadores mayores. Por otra parte, su utilización en el cine, ha servido también para añadir una complejidad a la premisa de una historia aparentemente inmadura o superficial que podía atraer a espectadores jóvenes, pero no a público con mayor o con prejuicios sobre cierto género, como ha sucedido en el caso de las recientes adaptaciones de cómics, animaciones, en general, la ciencia ficción y fantasía. [Cita requerida]

## Definición
El autor David Baboulene, en su ensayo académico sobre teoría de la narrativa, The Story Book, define subtexto como «el resultado de algún tipo de vacío de conocimiento entre cualquiera de los participantes en una historia, por ejemplo, entre el autor y el personaje, entre dos personajes, o entre el público y por lo menos un personaje». 
El subtexto es el contenido que no se enuncia en un texto, pero que se expresa por medio del comportamiento del personaje a través, por ejemplo, del ocultamiento y los sobreentendidos. 
El silencio también forma parte del texto, puesto que también se enuncia, no es una metáfora, como algo que sustituye a otra cosa.